# Éditions Apogée
Pour les articles homonymes, voir Apogée (homonymie).
Les Éditions Apogée ont été fondées à Rennes en 1991 par André Crenn. La maison d'édition est spécialisée en littérature universitaire et en sciences humaines.

## Historique
André Crenn fonde la maison d'édition en 1991 après avoir travaillé au sein des Presses Universitaires de France en tant que chargé de diffusion. La maison emploi alors deux employés et publie majoritairement des textes universitaires. En 2017, Antoine Cam, ancien des éditions de la Martinière, rachète la maison et réoriente la ligne éditoriale vers les sciences humaines et des textes plus grand public. La maison travaille avec le diffuseur Humensis.

## Collections
- Art et littérature
- Ateliers populaires de philosophie
- Carrés d'Apogée
- Cedre
- Cosmopolitiques
- Curiosités géologiques
- Drapé de souffle
- Écologie urbaines
- Espace de sciences
- Espaces de sciences junior
- Hommes et lieux de Bretagne
- Images du patrimoine
- Images et histoire
- Itinéraires de découverte
- Le savoir boire
- Médias et nouvelles technologies
- Méthodes de recherche en sciences humaines et sociales
- Moi...
- Ombre et lumière
- Panseurs sociaux
- Poésie
- Piqué d'étoiles
- Rivière échappée
- Terre Celte
- Urbanisme culturel
- Apogée poche
- La Noire de Ragosses
- Hors collection